# Bálsamo de Tolú
El bálsamo de Tolú o bálsamo Tolú es el producto resultante tecnológico de una secreción resinosa del árbol de la especie Myroxylon toluifera. Su fruto en su parte exterior es liso, de una variante similar se extrae el bálsamo del Perú. Su fruto en su parte exterior es corrugado.

## Etimología
Debe su denominación desde el siglo XVI a su origen en la provincia de Tolú (ahora municipio), departamento de Sucre, en la costa del Caribe de Colombia. Desde allí se comercializó y se dio a conocer hacia Europa, particularmente España, donde se hizo muy popular por sus propiedades y pasó a ser parte de la farmacopea de la época.

## Ubicación
Los árboles espontáneos abundan en Colombia y Venezuela. Los árboles se cultivan particularmente en Cuba.

## Obtención
La resina se extrae del tronco del árbol a través de incisiones en la corteza y es colectada al secarse.

## Características
El color de su resina es pardo claro a rojiza. El bálsamo es moldeable en caliente y se fractura en un patrón similar al vidrio flint cuando está frío. La resina seca tiene un complejo aroma consistente principalmente de notas de canela y de vainilla con un suave carácter floral.
El bálsamo de Tolú está compuesto de tolueno o metilbenceno, ácido benzoico, resina y aceites volátiles; es soluble en el alcohol y en el éter; cede al agua su ácido benzoico.

## Usos
La resina, tanto en hojas como en frutos, ha sido tradicionalmente usada desde tiempos prehispánicos por la gente de Colombia, Venezuela y América Central para mejorar tos y asma, o tratar heridas. Los aborígenes también usaron esta resina para el embalsamamiento.
Uso medicinal: El extracto vegetal se emplea como expectorante, estimulante, antiséptico y sustancia correctora del sabor de los jarabes para la tos; ayuda a combatir catarros crónicos y pulmonares, laringitis, reumatismo, bronquitis. Diferentes autores enuncian también su uso para el tratamiento de enfermedades venéreas, de la piel, torceduras, sarna, diarrea, cólera y tuberculosis por sus propiedades antisépticas, antibacteriales, antifúngicas, antiinflamatorias, cicatrizantes, antidisentéricas, parasiticidas (antihelmíntica), estomáquicas, tónicas, antigonorreicas y antisifilíticas, de igual manera sirve para una tos persistente.
Uso alimenticio: Se emplea también en la manufactura de goma de mascar (chicle), saborizante de chicles, alimentos y bebidas.
Uso cosmético: muy valorado por su esencia cálida, melosa y algo picante, su mayor uso es en la fabricación de cosméticos, lociones, perfumes, cremas, ungüentos, jabones, detergentes y desodorantes.
Es causa de dermatitis de contacto, una forma de alergia de la piel, en personas sensibles.